# Glen Schofield
Glen A. Schofield est un directeur de jeu vidéo américain, notamment créateur des titres de survival horror en milieu spatial Dead Space (2008) et The Callisto Protocol (2022).
Au cours de sa carrière, il fonde ou obtient des postes importants au sein des studios Sledgehammer Games, Visceral Games et Striking Distance Studios.

## Carrière
Schofield a notamment été le cofondateur du studio Sledgehammer Games, ainsi que le vice-président et le directeur général de Visceral Games. Il est le créateur et le producteur exécutif de Dead Space, un jeu de tir à la troisième personne de type survival horror. Schofield a une formation d'artiste ; il a développé une cinquantaine de jeux, allant de titres pour enfants à des jeux d'action, qui ont rapporté jusqu'à 3 milliards de dollars.
Par la suite, il fonde le studio Striking Distance, affilié à Krafton, pour y développer un autre jeu d'horreur en milieu spatial, The Callisto Protocol. Son accueil critique est cependant très mitigé et les ventes sont décevantes ; en conséquence, quelques mois plus tard, le studio Striking Distance procède à une vague de licenciements parmi ses développeurs. En septembre 2023, c'est cette fois-ci Glen Schofield lui-même qui quitte la start-up qu'il a fondée.

## Productions
Liste partielle :
- 2008 : Dead Space
- 2022 : The Callisto Protocol

## Vie privée
Glen Schofield a grandi dans le New Jersey. Encouragé par ses parents, il commença a dessiner et à suivre des cours artistiques dès son plus jeune âge. Schofield est marié et a trois enfants. Il peint pendant son temps libre, et pratique habituellement des activités d'entraînement physique (entraînement cardiovasculaire, levée de poids) une à deux fois par jour, selon qu'il travaille sur un projet urgent ou non.